# You’re the Best Thing About Me
«You’re the Best Thing About Me» — первый сингл ирландской рок-группы U2 из четырнадцатого студийного альбома Songs of Experience, который вышел 1 декабря 2017 года.

## История
Песня впервые появилась в августе 2016 года в рамках сотрудничества между группой U2 и норвежским диджеем Kygo, которую он сыграл во время выступления на фестивале Cloud 9.
Песня была упомянута в апреле 2017 года в апрельском номере журнала Mojo как потенциальный сингл для альбома Songs of Experience, хотя и с немного другим названием.

## Релиз и продвижение
29 августа 2017 года было подтверждено, что песня станет первым синглом с альбома Songs of Experience, а релиз прошёл 6 сентября. 7 сентября группа исполнила песню на телешоу The Tonight Show Starring Jimmy Fallon, и спустя три дня на концерте в Индианаполисе во время тура Joshua Tree Tour 2017.
Песня стала 42-м треком группы, попавшим в чарт Alternative Songs св США, увеличив их же рекорд этого хит-парад. Она также стала 27-м треком группы в чарте Adult Alternative Songs, второй показатель в истории.
15 сентября вышел ремикс песни в исполнении Kygo.

## Музыкальное видео
Видеоклип для этой песни был снят во время концерта группы в Амстердаме в июле 2017 года в ходе тура Joshua Tree Tour 2017.

## Участники записи
Источник: Tidal
U2
- Боно — вокал, автор
- Эдж — гитара, вокал, клавишные
- Адам Клейтон — бас-гитара
- Ларри Маллен мл. — ударные, перкусия

Продюсеры
- Jacknife Lee
- Стив Лиллиуайт
- Райан Теддер

## Чарты
| Чарт (2017—18)                               | Высшая позиция |
| -------------------------------------------- | -------------- |
| Аргентина (Monitor Latino)                   | 4              |
| Австралия (ARIA)                             | 83             |
| Бельгия/Фландрия (Ultratop 50)               | 29             |
| Бельгия/Валлония (Ultratop 50)               | 45             |
| Чехия (Rádio — Top 100)                      | 80             |
| Сальвадор (Monitor Latino)                   | 16             |
| Финляндия (Latauslista Download)             | 25             |
| Франция (SNEP)                               | 24             |
| Венгрия (Rádiós Top 40)                      | 30             |
| Венгрия (Single Top 40)                      | 13             |
| Италия (FIMI)                                | 78             |
| Люксембург (Billboard)                       | 3              |
| Мексика (Mexico Airplay, Billboard)          | 10             |
| Новая Зеландия (Heatseekers, RMNZ)           | 5              |
| Польша (Polish Airplay Top 100)              | 27             |
| Португалия (AFP)                             | 63             |
| Шотландия (Official Charts Company)          | 29             |
| Словакия (Rádio — Top 100)                   | 82             |
| Словения (SloTop50)                          | 40             |
| Испания (PROMUSICAE)                         | 8              |
| Швеция (Sverigetopplistan)                   | 94             |
| Швейцария (Schweizer Hitparade)              | 48             |
| Великобритания (OCC UK Singles)              | 92             |
| Уругвай (Monitor Latino)                     | 9              |
| США (Billboard Adult Pop Airplay)            | 16             |
| США (Billboard Hot Rock & Alternative Songs) | 5              |
| США (Billboard Rock & Alternative Airplay)   | 16             |

## Сертификации
| Регион                                                                      | Сертификация | Продажи |
| --------------------------------------------------------------------------- | ------------ | ------- |
| Италия (FIMI)                                                               | Золотой      | 25 000  |
| Данные о продажах + прослушиваниях приведены только на основе сертификации. |              |         |

## История выхода
| Рагион | Дата             | Формат                        | Лейбл      | Ссылка |
| ------ | ---------------- | ----------------------------- | ---------- | ------ |
| Разные | 6 сентября 2017  | Digital download              | Island     | [ 4 ]  |
| Италия | 8 сентября 2017  | Contemporary hit radio        | Universal  | [ 39 ] |
| США    | 11 сентября 2017 | Adult album alternative radio | Interscope | [ 40 ] |
| США    | 12 сентября 2017 | Alternative radio             | Interscope | [ 41 ] |
| США    | 25 сентября 2017 | Hot adult contemporary radio  | Interscope | [ 42 ] |